# Словнафт Арена
Словнафт Арена — крытая спортивная арена в Братиславе, часть комплекса для зимних видов спорта имени Ондрея Непелы. В разное время также именовалась как ST Arena и T-Com Arena.

## История
Сооружение началось строиться в 1930-е годы. Официальное открытие состоялось 14 декабря 1940 года. Позже арена неоднократно реконструировалась, вмещая до 10 000 зрителей, перед закрытием — около 8500. В основном арена использовалась для проведения хоккейных матчей «Слована». В 1958 году на арене проводился чемпионат Европы по фигурному катанию, а в 1992 году — чемпионат мира по хоккею с шайбой. На Samsung Arena 30 сентября 2008 года «Слован» впервые встретился с клубом, представляющим НХЛ. В выставочном матче словацкая команда уступила клубу «Тампа-Бэй Лайтнинг» 2:3 (по буллитам).
Вскоре после этого матча арена закрылась на реконструкцию, а «Слован» переехал на Зимний стадион Владимира Дзуриллы вместимостью всего около 3500 мест. Открытие реконструированной арены, состоялось в 2010 году; на ней проводились матчи чемпионата мира по хоккею 2011 года.
В марте 2014 года 4 домашние игры плей-офф Кубка Гагарина (одну против рижского «Динамо» и три против пражского «Льва») на арене сыграл донецкий клуб «Донбасс», который не мог выступать на своей арене «Дружба» из-за начавшегося конфликта на востоке Украины.
Практически регулярно на этой арене проходит осенью ежегодный турнир по фигурному катанию Мемориал Ондрея Непелы. В начале 2016 года состоялся здесь и европейский чемпионат по фигурному катанию.
В 2019 году прошли игры чемпионата мира по хоккею. Также в 2019 году прошёл чемпионат Европы по волейболу среди женщин.

## Спортивные соревнования

### Хоккей
- Чемпионат мира по хоккею с шайбой — 29 апреля - 15 мая 2011
- Матч звёзд КХЛ — 11 января 2014
- Чемпионат мира по хоккею с шайбой — 10-26 мая 2019